# Tsahal
Pour les articles homonymes, voir IDF.
Tsahal, en hébreu צה"ל, initiales de צְבָא הַהֲגָנָה לְיִשְׂרָאֵל (Tsva ha-Haganah le-Israël, ),, signifiant « Force de Défense d'Israël » (FDI, soit en anglais : Israel Defense Forces ou IDF, traduit officiellement en français en « Armée de défense d'Israël ») est l'armée de l'État d'Israël.
Tsahal est classée 15e puissance militaire mondiale en 2025, selon l'indice Global Fire Power, et la 2e puissance militaire du Proche-Orient après la Turquie et devant l’Égypte.

## Histoire

### Groupes paramilitaires sionistes dans la Palestine mandataire
Les origines de l'armée israélienne remontent à la fondation de la Haganah en 1920, chargée de la défense de toutes les implantations juives, notamment les kibboutzs et les moshavs. La Haganah est fondée en  réponse aux émeutes et aux attaques antijuives , dans le but d'assurer la défense des communautés. Au cours de la progression du conflit entre les Arabes et les Juifs en Palestine mandataire, deux autres groupes armés se forment, moins importants, dont les méthodes sont souvent décrites comme terroristes par leurs adversaires : il s'agit de l’Irgoun, liée au mouvement sioniste révisionniste créé en 1931 et du Lehi, scission de l'Irgoun et apparu fin 1940 qui n'alignent respectivement qu'environ 3 000 et 1 000 combattants, la Haganah comptant environ 20 000 combattants. Le Palmach, formé d'environ 2 000 commandos, sera ultérieurement créé en 1941. À partir de 1947, et au vu des perspectives de fondation du futur État juif, ces groupes armés sont progressivement réorganisés et professionnalisés tandis qu'ils participent à la guerre civile de 1947-1948 en Palestine mandataire.

### Guerre israélo-arabe de 1948
La 4e ordonnance datée du 26 mai 1948 prise par le gouvernement israélien dirigé par David Ben Gourion décrète officiellement l'unification des différents groupes paramilitaires sous la bannière unique de l'Armée de défense d'Israël. Ainsi, dès la proclamation de la création de l'État d'Israël par David Ben Gourion le 14 mai 1948 au sein du Musée des Beaux Arts à Tel Aviv, les forces armées de Tsahal issues de la Haganah doivent affronter les attaques des  armées arabes de la région,  au cours de la guerre israélo-arabe de 1948-1949. Tsahal se bat alors aussi contre les Arabes palestiniens - environ 12 000 - et aux 5 000 à 6 000 hommes de l'Armée de libération arabe.
Pour souligner l'importance historique de la transformation des groupes paramilitaires en une armée nationale, Alain Dieckhoff écrit : « Les circonstances hostiles qui présidèrent à la naissance d'Israël ont d'emblée donné à l'armée un poids déterminant comme garant de la survie du nouvel État. L'armée était d'ailleurs magnifiée non seulement pour son rôle de protection mais pour son action décisive – via le service militaire – dans la consolidation d'un sentiment national partagé. Israël devait être une nation en armes, et Tsahal devait être l'armée de la nation : en un certain sens, nation et armée ne faisaient plus qu'un ».

### L'armée durant la seconde moitié duXXesiècle

#### Crise du canal de Suez
En 1956, Israël, la France et le Royaume-uni s'accordent sur une attaque de l'Égypte dont le but est la reprise du contrôle du canal de Suez qui avait été nationalisé par Gamal Abdel Nasser, le déblocage du golfe d'Aqaba et l'éloignement de Nasser du pouvoir égyptien. Par l'opération Kadesh, l'invasion du Sinaï débute le 29 octobre 1956 à 3 h 0 du matin. Les Mustangs de l'armée de l'air israélienne lancent une série d'attaques contre des positions égyptiennes dans tout le Sinaï. Des parachutistes et les troupes de l'armée de terre pénètrent dans le Sinaï,. En une semaine, l'armée israélienne s’empare de la majeure partie de la péninsule du Sinaï et lève le blocus du golfe d'Aqaba. Cependant, l’objectif de contrôler le canal de Suez est un échec, même si les troupes britanniques, françaises et israéliennes contrôlent le canal. Les Égyptiens ont eu le temps de saborder une quarantaine de navires à l'intérieur du canal, bloquant de fait tout passage dans le canal,. Après une très forte pression internationale, les Britanniques décident d'un cessez-le-feu le 6 novembre sans en avertir préalablement leurs alliés sur place. Les premières troupes des Nations-Unies arrivent le 21 novembre et les troupes françaises et britanniques finissent leur départ le 23 novembre. Cependant, l'armée israélienne continue d'occuper le Sinaï jusqu'en mars 1957. L'armée israélienne a su se forger une image même si ses troupes terrestres et aéroportées ont connu des difficultés sur le terrain notamment à cause d'une mauvaise logistique. L'armée de l'air, elle, s'est particulièrement distinguée et a eu un énorme impact sur les opérations au Sinaï. Après plusieurs défaites aériennes, l'aviation égyptienne s'est retirée dans l'arrière-pays et n'a donc pas pu assister les troupes au sol. L'aviation israélienne a donc eu une domination aérienne totale dans le Sinaï et ses avions ont fait un carnage dans les formations de blindés égyptiens qui étaient en train de traverser le désert. La guerre a démontré qu'Israël était capable d'exécuter des manœuvres militaires à grande échelle en plus de petits raids nocturnes et d'opérations de contre-insurrection.

#### Guerre des Six jours
Le 5 juin 1967 l'armée de l'air israélienne lance une attaque préventive contre les bases aériennes égyptiennes. L'opération Focus deviendra une des opérations aériennes les plus connues et les plus efficaces de l'histoire. En une nuit les avions Israéliens détruisent environ 450 avions de combat encore au sol et mettent hors d'état 18 bases aériennes. Puis l'armée de terre pénètre en Égypte, en Jordanie et en Syrie et Israël réussit à conquérir la bande de Gaza, la Cisjordanie, le Sinaï puis le plateau du Golan. L'écrasante victoire d'Israël la place également au rang de puissance militaire principale au Moyen-Orient et lui fait alors acquérir un immense prestige à l'échelle mondiale.

#### Guerre du Kippour
La guerre du Kippour commence le 6 octobre 1973 lorsque les forces égyptiennes et syriennes lancent une attaque surprise et franchissent leurs lignes de cessez-le-feu avec Israël et envahissent la péninsule du Sinaï et le plateau du Golan. Les forces égyptiennes traversent le canal de Suez lors de l'opération Badr et avancent dans la péninsule du Sinaï ; les Syriens lancent une attaque coordonnée sur les hauteurs du Golan pour coïncider avec l'offensive égyptienne et ont d'abord fait des gains sur le territoire sous contrôle israélien,. Les armées arabes obtiennent initialement quelques succès notamment en repoussant une contre-attaque israélienne dans le Sinaï le 8 octobre. Cette attaque mal préparée, mal coordonnée et ne bénéficiant pas de la supériorité aérienne comptait 183 tanks et 44 autres tanks qui n'étaient pas encore sur place au déclenchement de l'opération. Cette attaque résultera en une défaite cinglante pour les Israéliens, une première attaque de 25 tanks réussissant à avancer en direction du canal de Suez mais se faisant arrêter par un barrage d'artillerie et missiles anti-char ; 18 chars sont détruits en quelques minutes et avec eux un nombre important de commandants tankistes sont tués. Cela a été suivi d'une deuxième attaque des Israéliens. Les Égyptiens ont permis aux Israéliens d'avancer, puis les ont encerclés dans une zone préparée avant d'ouvrir le feu, anéantissant la majeure partie des forces israéliennes en 13 minutes. Les Égyptiens ont détruit plus de 50 chars israéliens et en ont capturé huit intacts.
Après trois jours de violents combats, Israël stoppe l'offensive égyptienne, entraînant une impasse militaire sur ce front, et repousse les Syriens vers les lignes de cessez-le-feu d'avant-guerre. L'armée israélienne a alors lancé une contre-offensive de quatre jours en profondeur en Syrie et, en une semaine, l'artillerie israélienne commence à bombarder la périphérie de la capitale syrienne, Damas. Pendant ce temps, les forces égyptiennes ont poussé vers deux cols montagneux stratégiques plus profondément dans la péninsule du Sinaï, mais ont été repoussées par les forces israéliennes qui ont contre-attaqué en traversant le canal de Suez et en avançant vers la ville de Suez,.
Le 22 octobre, un premier cessez-le-feu négocié par les Nations unies s’effondre immédiatement, chaque partie blâmant l'autre pour sa violation. Le 24 octobre, les Israéliens avaient considérablement amélioré leurs positions et achevé leur encerclement de la troisième armée égyptienne et de la ville de Suez, les amenant à moins de 100 kilomètres de la capitale égyptienne du Caire. Cette évolution a conduit à un deuxième cessez-le-feu le 25 octobre 1973, pour mettre officiellement fin à la guerre.

### Liste des guerres
- guerre israélo-arabe de 1948-1949, appelée guerre d’Indépendance en Israël.  C'est le conflit majeur qui a suivi la déclaration d'indépendance d'Israël, opposant Tsahal aux armées de plusieurs États arabes voisins (Égypte, Jordanie, Syrie, Liban, Irak). Il a permis la survie et l'établissement d'Israël, en sécurisant ses frontières et en annexant des territoires au-delà des lignes de partition de l'ONU[36].
- crise du canal de Suez en octobre 1956. Tsahal a participé à cette opération militaire, en coordination avec la France et le Royaume-Uni, pour prendre le contrôle du canal de Suez en Égypte. L'objectif était de renverser le président égyptien Gamal Abdel Nasser, qui avait nationalisé le canal[37].
- guerre des Six Jours en juin 1967. Ce fut une victoire militaire rapide et décisive de Tsahal contre les armées égyptienne, syrienne et jordanienne. La guerre a abouti à l'occupation de la Cisjordanie, de la bande de Gaza, du plateau du Golan et de la péninsule du Sinaï[38].
- guerre du Kippour en 1973. Le conflit a débuté par une attaque surprise de l'Égypte et de la Syrie sur le plateau du Golan et la péninsule du Sinaï. Tsahal a d'abord subi des revers importants avant de lancer une contre-offensive réussie et de repousser les forces arabes, mais au prix de lourdes pertes[39].
- guerre du Liban en 1982. Tsahal a envahi le Liban avec l'objectif de détruire les bases de l'Organisation de Libération de la Palestine (OLP) et de chasser ses combattants du pays. L'invasion a conduit à l'expulsion de l'OLP de Beyrouth et à une longue occupation du sud du Liban[40].
- conflit au Sud-Liban (1985-2000). Tsahal a maintenu une présence militaire dans une "zone de sécurité" au Sud-Liban pour prévenir les attaques contre le nord d'Israël. Les forces israéliennes ont affronté le Hezbollah et d'autres groupes armés libanais avant de se retirer unilatéralement en 2000.[41]
- première intifada ou guerre des pierres (1987-1993). Cette période a été marquée par un soulèvement populaire palestinien, principalement non armé au début, contre l'occupation israélienne en Cisjordanie et à Gaza. Les affrontements ont souvent impliqué des jets de pierres contre les forces de Tsahal, qui ont riposté avec des mesures de maintien de l'ordre, parfois violentes[41].
- seconde intifada (2000-2005).  Cette révolte a été caractérisée par une violence accrue, incluant des attentats-suicides et des fusillades. Tsahal a mené des opérations militaires de grande envergure en Cisjordanie et à Gaza pour réprimer le soulèvement.
- conflit israélo-libanais de 2006 ou guerre de juillet.  Ce conflit a opposé Tsahal au Hezbollah après l'enlèvement de deux soldats israéliens. Il a impliqué des frappes aériennes israéliennes au Liban et des tirs de roquettes du Hezbollah sur le nord d'Israël. Il s'est terminé sans victoire claire pour aucune des parties[42].
- guerre de Gaza de 2008-2009. C'est une vaste opération militaire lancée par Tsahal en réponse aux tirs de roquettes du Hamas depuis la bande de Gaza. Elle a été marquée par d'intenses bombardements et une invasion terrestre, causant de lourdes pertes civiles palestiniennes[43].

- guerre de Gaza de 2012. Tsahal a lancé cette opération contre le Hamas et d'autres groupes armés à Gaza, à la suite d'une nouvelle escalade de tirs de roquettes. Les combats ont duré huit jours et ont été menés principalement par des frappes aériennes[44].
- guerre de Gaza de 2014. Ce fut un conflit prolongé impliquant des frappes aériennes, des tirs de roquettes et une opération terrestre limitée. Tsahal a cherché à détruire les infrastructures du Hamas, notamment les tunnels transfrontaliers[45].
- guerre à Gaza depuis 2023. Le conflit a débuté en réponse à l'attaque du Hamas du 7 octobre 2023. Tsahal a lancé une vaste offensive terrestre et aérienne sur la bande de Gaza avec pour objectifs déclarés de détruire le Hamas et de libérer les otages.
- guerre Israël-Hezbollah (2023-2024).  Ce conflit a éclaté dans la foulée de l'attaque du 7 octobre, avec une escalade des affrontements entre Tsahal et le Hezbollah à la frontière israélo-libanaise. Il a été marqué par des tirs de roquettes et des drones du Hezbollah sur le nord d'Israël, et des frappes aériennes et de l'artillerie de Tsahal au Liban.
- guerre Iran-Israël en 2025. Ce conflit direct, bien que bref, a marqué un tournant dans les relations entre les deux pays. Il a commencé par des frappes de missiles et de drones iraniens sur le territoire israélien, auxquelles Tsahal a riposté par des frappes ciblées sur des sites militaires et nucléaires en Iran.
- Outre ces guerres d'envergure, Tsahal a mené de nombreuses opérations militaires et de sécurité de plus petite échelle, principalement dans la bande de Gaza et en Cisjordanie. Ces opérations, souvent menées en réponse à des attaques palestiniennes ou pour contrer le terrorisme, ont été la cible de critiques de la part d’organisations internationales.  Parmi les engagements les plus notables depuis le début des années 1990, on peut citer:

- opération Raisins de la Colère en avril 1996, menée au Sud-Liban en réponse à des tirs de roquettes du Hezbollah sur le nord d'Israël[46].
- opération Jours de pénitence. Vaste opération militaire dans la bande de Gaza, lancée pour démanteler l’infrastructure de fabrication de roquettes et de tunnels après la mort de civils israéliens.
- opération Pluies d'été (2006): Opération déclenchée en réponse à l'enlèvement d'un soldat israélien, Gilad Shalit, et à des incursions de combattants palestiniens depuis la bande de Gaza.
- blocus de la bande de Gaza depuis 2007. Mis en place conjointement par Israël et l'Égypte après la prise de pouvoir du Hamas dans la bande de Gaza. Il vise à empêcher les transferts d'armes, bien que son impact humanitaire soit fortement critiqué.
- vague de violence israélo-palestinienne de 2015-2017.  Cette période, parfois appelée "intifada des couteaux" par certains observateurs, a été marquée par une série d'attaques isolées, souvent au couteau ou à la voiture-bélier, menées par des Palestiniens, auxquelles Tsahal a riposté en renforçant les mesures de sécurité[47].

## Capacités militaires

### Dans les années 2000

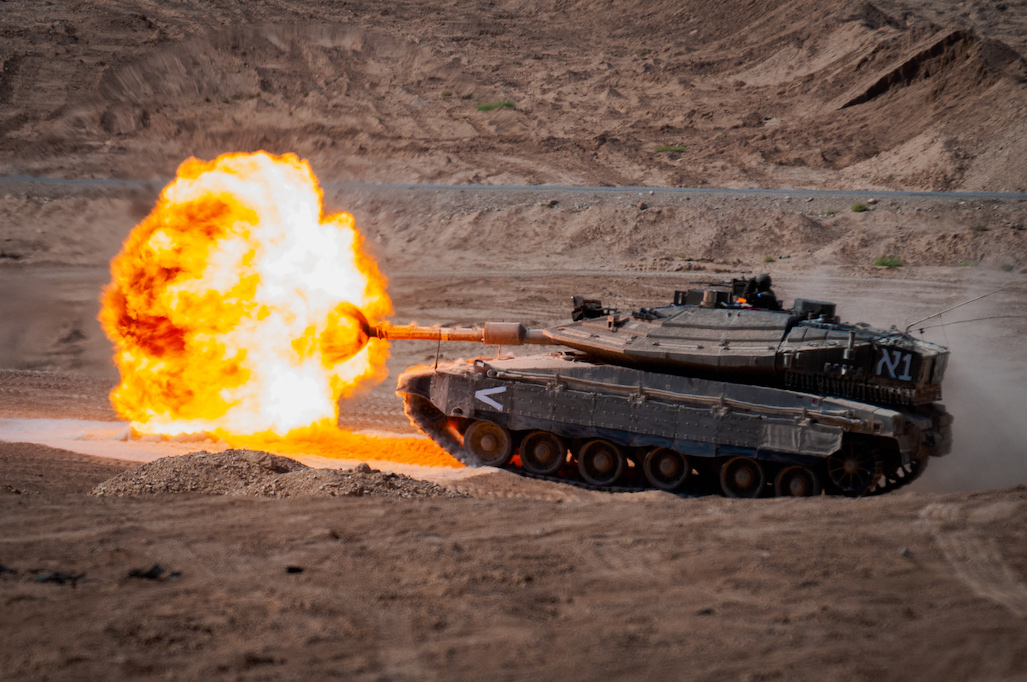
Un Merkava Mark 4 en action.

Tsahal est équipée de matériels sophistiqués, notamment grâce à des firmes israéliennes telles Elbit Systems Rafael, ou IAI.[réf. nécessaire] Israël détient le record mondial en dépenses d'armements par habitant qui s'élève en 2006 à 1 429 $[réf. souhaitée].
Tsahal possède une armée de terre avec un important corps blindé, une marine de guerre, et une force aérienne.
- Le corps blindé est composé de près de 2 600 chars de combat[48] (sans compter le matériel de réserve). Ces chars sont des Centurions, des M60A1 et des Merkava 1, 2, 3 et 4[49]. Au fil des années la flotte a été grandement réduite, en 2022 on compte au minimum 400 Merkava 4 en service actif, 200 en réserve et 400 Merkava 3 en réserve[50].
- La marine israélienne possède trois sous-marins de classe Dolphin-1 : le Dolphin, le Leviathan et le Tekuma[51], trois sous-marins de classe Dolphin-2 : le Tanin et le Rahav, le Drakon est encore en cours de construction[52], 14 navires de guerre[53] et 48 patrouilleurs. La marine compte également des unités de forces spéciales.
- L'armée de l'air et de l'espace est sans doute le point fort de Tsahal, elle comprenait plus de 370 avions de combat modernes en 2008[53], notamment des F-16 et des F-15. Israel avait fait savoir dès 2003 qu'il souhaitait acheter des F-35 pour remplacer les F-16 et F-15 vieillissants. Il était prévu que les premiers avions arriveraient en 2014 juste à temps pour éviter une réduction de la flotte. Cependant après plusieurs retards sur le programme F-35 et une incertitude politique le contrat ne fut signé qu'en 2010 et prévoyait les premières livraison en 2016-2017[54]. Le premier escadron de F-35 est opérationnel en décembre 2017 et Israel fut le premier pays au monde à opérer le F-35[55],[56]. En 2022 on compte 345 avions de combat dans l'armée de l'air dont 36 F-35[57],[58]. En 2023 le pays fait savoir son intention de se procurer des F-15EX[59]. L'armée de l'air comprend aussi 215 hélicoptères[53].
- Tsahal compte dans ses rangs environ 161 000 soldats[53], mais peut mobiliser 425 000 réservistes[53] sous les drapeaux ; Tsahal a néanmoins un avantage conséquent grâce à sa technologie militaire. La firme israélienne « Elbit Systems » a créé le premier robot soldat. En effet, cette firme a inventé le « VIPeR » qui est transportable dans le sac à dos d'un soldat, armé d'un Uzi, télécommandé, capable de lancer des grenades, de tirer au Uzi, de monter et de descendre des escaliers et d'évoluer sur tout type de terrain. Les soldats quant à eux ont une antenne sur leur sac, pour pouvoir communiquer avec la base et être géolocalisés.
- Tsahal dispose de missiles air-sol Popeye-3 d'une portée de 350 km, de missiles air-sol guidés par GPS, de missiles de croisière, de missiles balistiques comme le Jéricho I, le Jéricho 2, et probablement le Jéricho 3.
- Une unité spécialisée dans la lutte contre le piratage informatique a été formée dans les années 2010. Elle a été mise en place car les autorités redoutent l'introduction d'un virus à grande échelle pouvant perturber les moyens de transport et faire de nombreuses victimes.

### Industrie des drones
L'armée de l'air israélienne se démarque également sur la scène internationale grâce aux nombreux drones (avions sans pilote) d'attaque et de reconnaissance qu'Israël produit et utilise en grande quantité. Les Israéliens ont été pendant longtemps les principaux fournisseurs de drones à l'international. En 2013, le pays a été le plus important fournisseur de drones militaires au monde avec la Turquie. L'industrie se concentre principalement sur la fabrication de drones de petite et moyenne taille ainsi que de munitions rôdeuse (drone suicide) comme le Harop ou le Harpy. L'avantage des drones israéliens est qu'ils ont été très rapidement mis en situation opérationnelle, la première utilisation d'un drone par l'armée israélienne remontant en 1973 pendant la guerre du Kippour avec l'utilisation du Tadiran Mastiff. L'industrie a ainsi pu avoir un véritable retour d'expérience tout au long de son histoire avec les nombreux conflits qu'a connu Israël, les drones ont pu être testés en situation de combat et les industriels ont ainsi pu adapter les drones en fonction des retours des militaires sur le terrain.

### Question nucléaire
Bien que cet aspect de la politique de défense n'ait jamais été ni confirmé ni infirmé par le gouvernement, les experts[Qui ?] considèrent comme certain que Tsahal dispose de l'arme nucléaire. Israël n'a pas signé le traité de non-prolifération nucléaire. Il est admis, tant sur la scène nationale qu'internationale, qu'il s'agit d'un tabou d'ordre tactique et diplomatique, et non véritablement d'un programme secret : en la matière, l'ambiguïté est bien plus avantageuse qu'une officialisation. À partir du moment où les ennemis savent que cette arme existe, elle produit déjà son effet dissuasif ; une annonce officielle de possession n'apporterait rien d'utile, et présenterait au contraire des inconvénients : apparaître agressif, donner une justification à un programme nucléaire d'un pays voisin, devoir justifier la méthode d'acquisition de cette technologie (partenariat, espionnage), s'obliger à garder cette arme sous peine de perdre la face…
Le cœur de l'activité nucléaire israélienne repose dans les différentes installations de la centrale nucléaire de Dimona, construite avec la France à partir de 1956 et ce jusqu'en 1961. La plupart des analystes actuels s'accordent sur une fourchette comprise entre 100 et 175 têtes nucléaires.
Ces vecteurs seraient des missiles balistiques Jericho et des bombes larguées par avion. On spécule sur la capacité des sous-marins de la marine israélienne d'emporter ou non des armes nucléaires.
Vu la prédominance des armes conventionnelles, Joseph Cirincione du Carnegie Endownment for Peace, remet en cause l'intérêt stratégique d'armes de destruction massive pour Israël, puisqu'elles incitent les autres États de la région à s'en doter également.
Le 11 décembre 2006, le Premier ministre israélien, Ehud Olmert, s'adressant à des journalistes allemands, cite Israël dans la liste des États dotés de l'arme nucléaire,,,.
Toutefois, quelques jours plus tard, l'interprétation qu'Israël posséderait l'arme nucléaire est réfutée par un porte-parole israélien.
Néanmoins, il semble que le Moyen-Orient n'a jamais été aussi près d'un conflit nucléaire que pendant la guerre du Kippour. Un article du Times Magazine de 1979, cite M. Ernest Lefever :

« Il y a des raisons de croire que des F-4E Phantom ont été au moins une fois assignés au rôle de bombardier nucléaire et peut-être encore récemment. Pendant la guerre du Yom Kippour en 1973, alors que l'armée israélienne perdait du terrain devant l'avancée des forces armées égyptiennes dans le Sinaï et cédait du terrain sur le Golan face aux Syriens, les forces stratégiques (nucléaires) d'Israël ont été mises au plus haut niveau d'alerte.
Un escadron de F-4Es fut mis en alerte nucléaire continue, avec des pilotes d'élite. Le Premier ministre Golda Meir donna l'ordre de préparer les armes nucléaires pour une attaque sur les deux fronts. Mais avant que les limites imposées par Golda Meir ne soient atteintes, la situation se retourna en faveur d'Israël et les 13 bombes ont été renvoyées vers leurs arsenaux.
Cette position aurait été prise en partie pour convaincre les États-Unis du sérieux de la situation et les obliger à intervenir massivement en fournissant des armes, et notamment pour fournir les kits de contre-mesures contre les SAM-6. »

## Sections

### Commandement
Tsahal a été longtemps commandée par des généraux issus des corps de l'armée de terre et en particulier du corps des blindés. Un aviateur, le général Dan Haloutz, a succédé en août 2005 au général Moshe Ya'alon, du corps des parachutistes, en tant que chef d'état-major de l'armée[réf. nécessaire].
Cette nomination marque aussi la prépondérance de la réponse aérienne, dans la réflexion stratégique israélienne et constitue donc aussi un message clair à ce pays. Selon le général Ziv : « Notre doctrine a changé, nous voulons tenir le terrain par notre domination aérienne et notre capacité air-sol ».[réf. nécessaire]
Mais à la suite du conflit de l'été 2006 qui opposa Tsahal au Hezbollah, beaucoup d'Israéliens se sont posé des questions sur les capacités des responsables politiques et militaires d'Israël. En particulier, les démissions du Premier ministre Ehud Olmert, du ministre de la Défense Amir Peretz et du chef d'état-major Dan Haloutz ont été demandées. Le 16 janvier 2007, Dan Haloutz présentait sa démission.
Le 22 janvier, il est remplacé par le général Gabi Ashkenazi. Celui-ci avait quitté l'armée en 2005, à la suite de la nomination de Haloutz à ce poste qu'il convoitait. Il avait alors été nommé directeur général du ministère de la Défense, poste qu'il occupait jusqu'à cette nouvelle nomination. Elle marque le retour d'un militaire d'infanterie à ce poste.
Le 22 août 2010, le ministre de la Défense Ehud Barak annonce que Yoav Galant succède à Gabi Ashkenazi à la tête de l'état-major de l'armée mais le 1er février 2011, il annule sa nomination à la tête de l'état-major. L'annonce est venue après des mois de scandale en raison d'allégations selon lesquelles il se serait approprié une parcelle de terrain près de sa maison dans le moshav Amikam. Finalement c'est Benny Gantz qui succède à Gabi Ashkenazi. C'est un parachutiste, ancien commandant de l'unité d'élite Chaldag,.

### Service éducatif
Tsahal est dans la conscience collective israélienne considérée comme étant l'« armée du peuple »,, en hébreu : צבא העם (Tsava Haʿam). Dans le cadre de ce modèle d'« armée du peuple », l'armée israélienne conduit également des missions d'ordre social et éducatif. Certaines unités du Nahal se consacrent principalement à des missions éducatives et sociales dans les zones périphériques. Les enseignants-soldats ne servent pas dans des bases militaires, mais dans des structures civiles dédiées à l'éducation des jeunes en difficulté émanant de milieux socio-économiques difficiles et à l'intégration des nouveaux immigrants en complétant leur éducation.

### Service de santé
Les fondations du service de santé ont été posées à compter de mai 1948. Toutefois, des volontaires médecins étrangers, juifs américains et anglais notamment, ont servi dans le cadre notamment de la Haganah, dès 1947. Son rôle est d'assurer le soutien sanitaire de Tsahal. En cas de conflit, le Magen David Adom (qui n'est pas armé) agit pour le compte du service de santé. Le Magen David Adom participe également à la formation des membres du service de santé de Tsahal. Le service de santé de Tsahal peut aussi soutenir le Magen David Adom si une catastrophe civile survient en Israël.

### Unité de recherche et de sauvetage
Il existe dans l'armée israélienne une unité de Recherche et de sauvetage (Search and Rescue Unit) qui appartient au Commandement du Front intérieur. Il s'agit d'une force d'intervention spécialisée et hautement qualifiée dont la mission est la recherche et le sauvetage de victimes ensevelies sous des décombres. Cette unité opère tant en Israël qu'à l'étranger et elle a été fondée en 1983. Des Arabes musulmanes israéliennes se sont portées volontaires pour rejoindre cette unité et l'ont intégrée.
Elle a mené plusieurs opérations à l'étranger à la suite d'attaques terroristes sur des édifices, ou après des tremblements de terre, par exemple au Ghana en novembre 2012 après l'effondrement d'un centre commercial à Accra ou au Népalen avril 2015 après une série de séismes,.

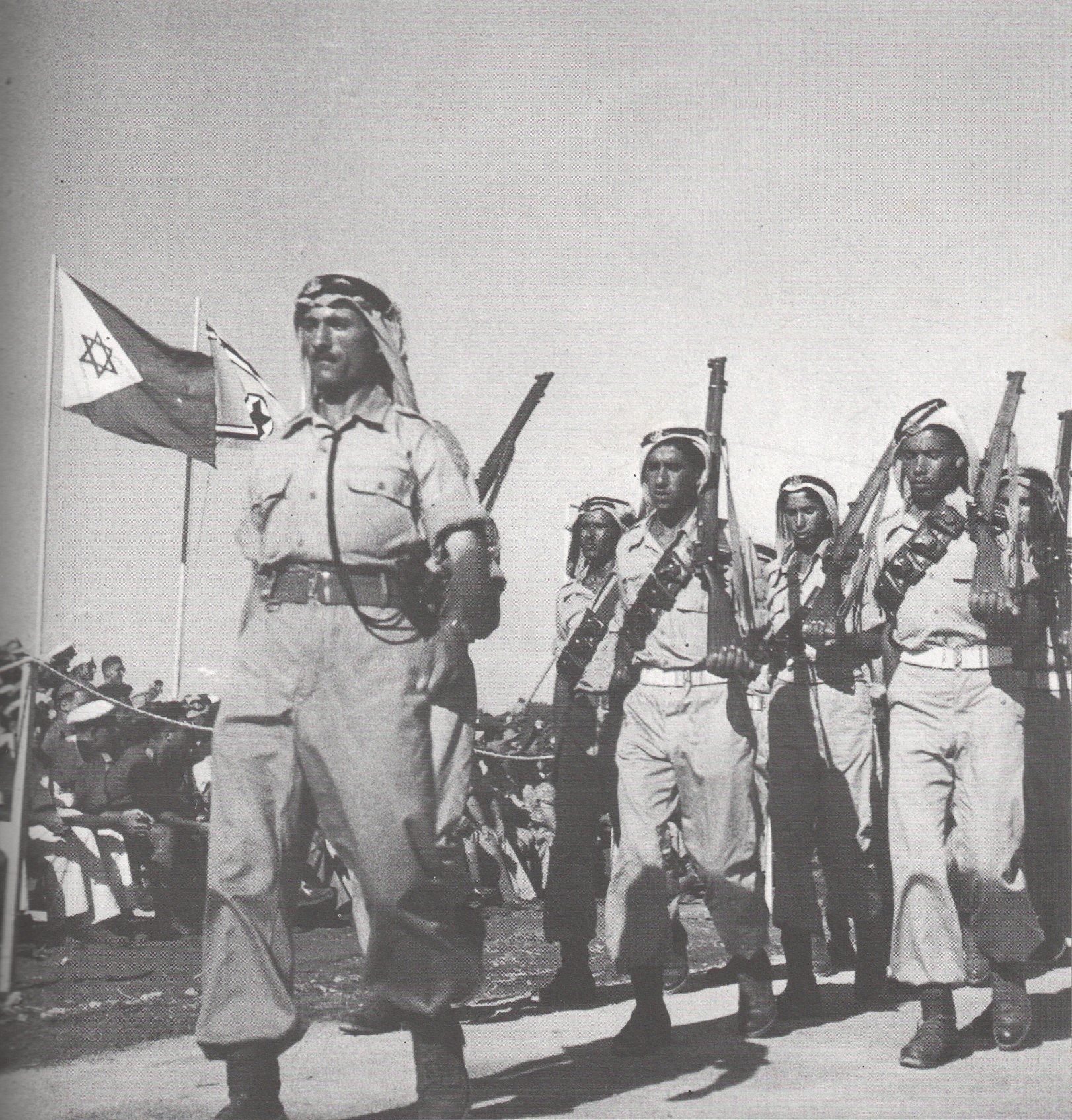
Soldats Bédouins de Tsahal pendant une parade militaire à Rumat al-Heib en 1949

### Archives
L’armée israélienne possède un centre d’archives, comme la plupart des armées du monde. Ce centre détient de nombreux objets et archives issues du pillage de diverses institutions palestiniennes, dont les archives filmiques de l’institut du cinéma palestinien et du centre de recherches de la Palestine en septembre 1982,

## Composition de l'armée

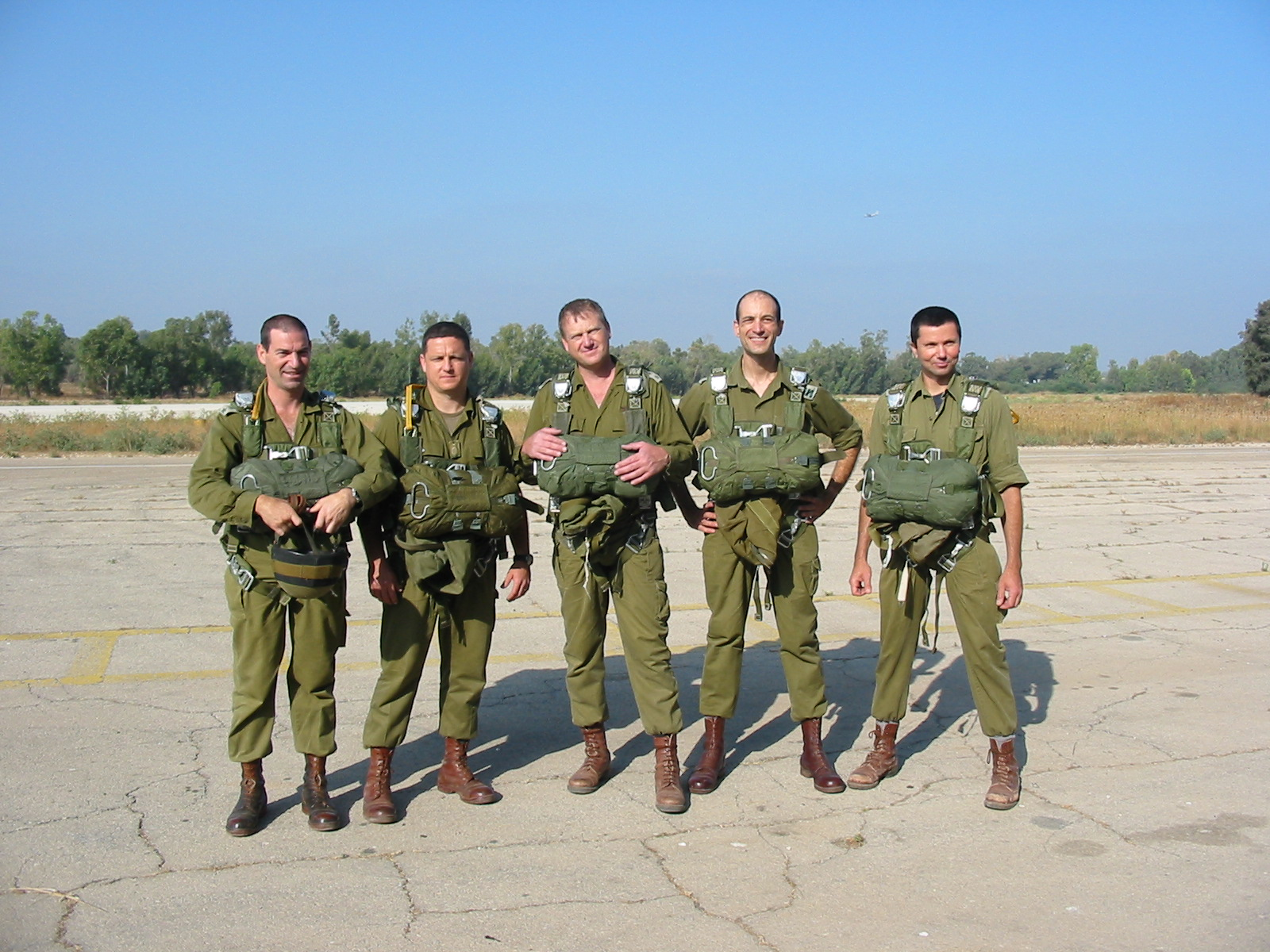
Des réservistes, juste avant un exercice de parachutisme.

Du fait de l'intégration de tous les secteurs de la société israélienne dans ses unités et que l'armée régulière a un contingent relativement restreint, l'essentiel de Tsahal repose sur ses réservistes mobilisables en cas d'urgence qui sont issus de toutes les strates de la société israélienne. Ce fut le cas notamment pour la guerre d'octobre 1973 où près de 450 000 hommes et femmes furent opérationnels en 48 heures après le déclenchement des opérations commencées le jour du Yom Kippour[réf. nécessaire].

### Conscription
La plupart des Israéliens sont appelés à l’âge de 18 ans pour servir dans l’armée (2 ans et 8 mois pour les hommes, 2 ans pour les femmes). Sont exemptés, les Arabes israéliens (pour éviter de possibles conflits d’intérêts)[réf. nécessaire], toutefois ceux-ci peuvent s'engager de façon volontaire.

### Participation des femmes dans l'armée israélienne

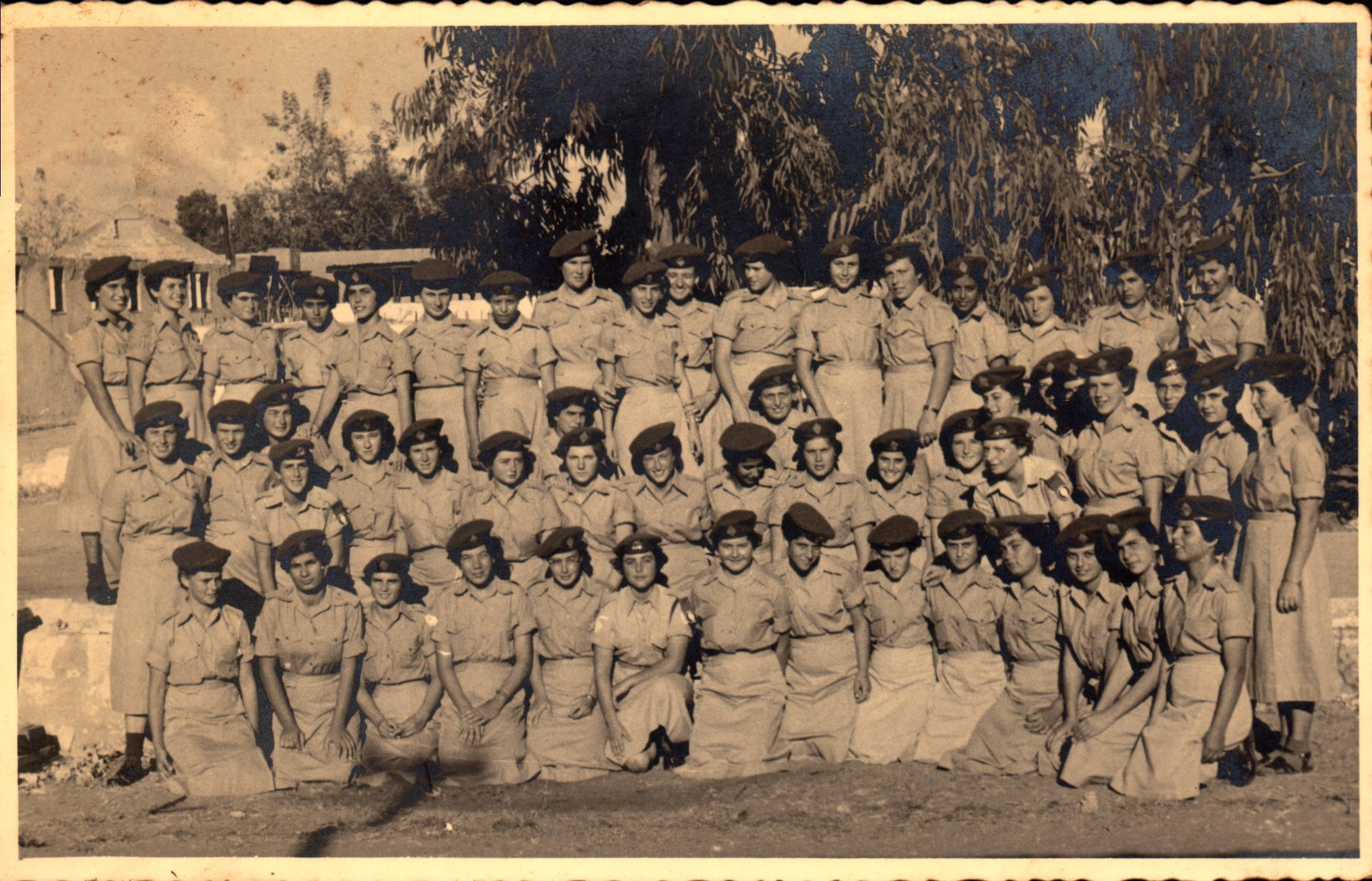
Entraînement de base pour femmes, 1953

L'armée israélienne tient à se présenter comme progressiste, en accordant une place aux femmes. Le service militaire devient obligatoire pour les femmes en 1949, bien que plus court que pour les hommes. Dans les unités de combat, le nombre de femmes est passé de 435 en 2005 à 2 656 en 2017. Cependant, certains parlent de Tsahal comme une armée « séxuée à l'extrême »,.
Israël est l’un des rares pays à enrôler des femmes (depuis avant sa fondation) ou à les déployer dans des rôles de combat, bien qu’en pratique, les femmes peuvent éviter la conscription grâce notamment à une exemption religieuse et plus d’un tiers des femmes israéliennes le font.

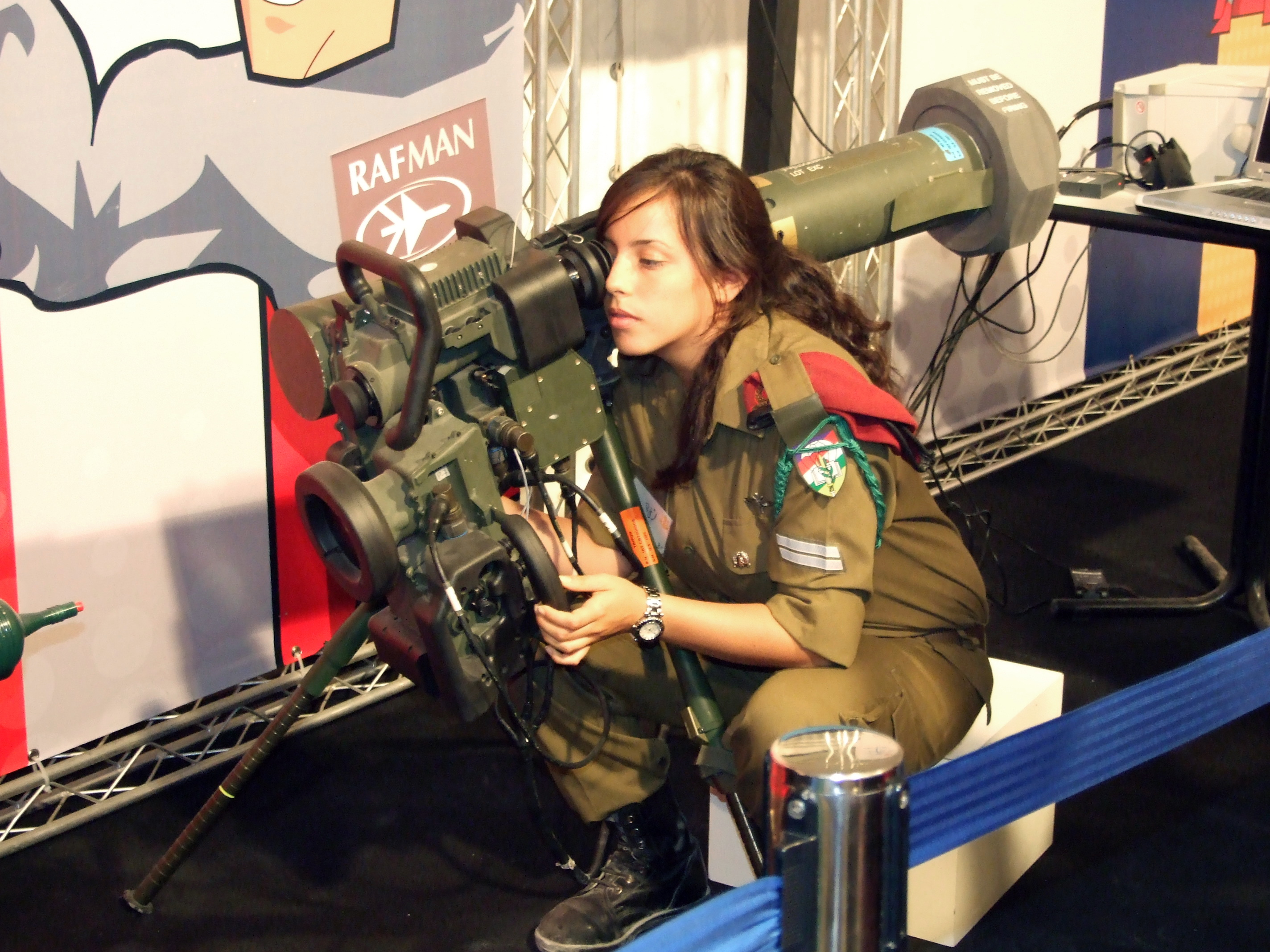
Caporale de Tsahal avec le lance-missiles Spike

Une partie d'entre elles servent à des postes de pointe mais moins de 4% des femmes occupent des postes de combat. En 2011, le major-général Orna Barbivai devient la première femme major-général de Tsahal.

### Minorités dans l’armée israélienne
Les Arabes israéliens sont environ 1,5 million en 2014. Selon la loi, tous les citoyens israéliens sont soumis à la conscription. Cependant, une politique de longue date exempte les Arabes israéliens de faire leur service militaire ; toutefois les membres de certaines tribus bédouines servent dans Tsahal ainsi que des citoyens arabes musulmans et chrétiens sur la base d'un engagement volontaire. Les jeunes Arabes israéliens ont l'alternative de faire un service civil ce qui leur accorde des avantages similaires à ceux dont bénéficient les soldats démobilisés.
En octobre 2012, une Arabe chrétienne, Mona Abdo, est devenue la première Arabe israélienne à devenir commandant d'une unité de combat mixte.

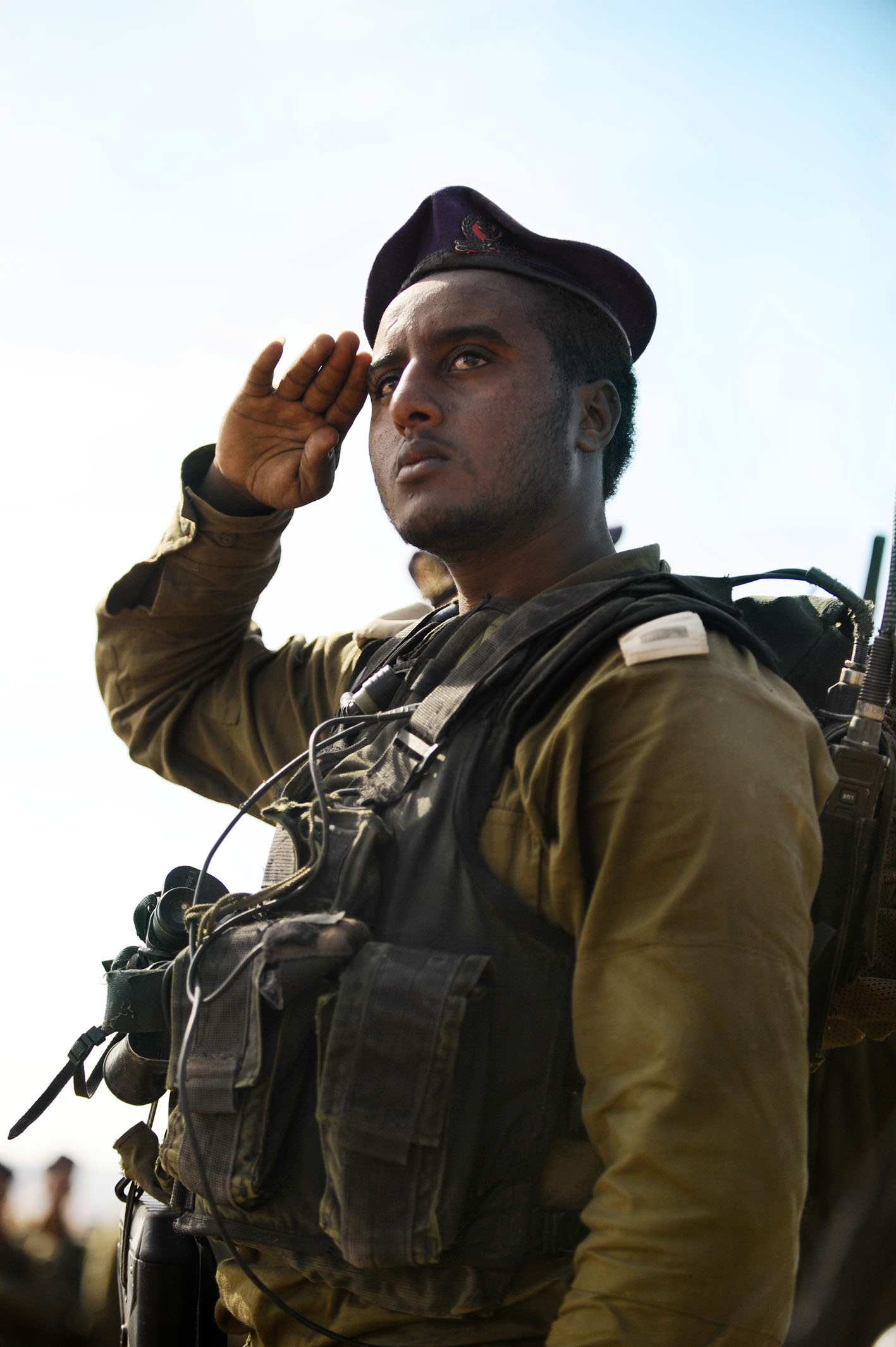
Soldat de Tsahal appartenant au Desert Reconnaissance Battalion composé majoritairement de Bédouins, 2010

Le 8 juillet 2013, selon le quotidien libanais L'Orient-Le Jour, « la radio israélienne a annoncé que le bataillon arabe de l’armée israélienne (Houref) a achevé dans la région du Golan des entraînements intensifs en préparation d'une éventuelle confrontation entre Israël et le Hezbollah au Liban ». Chadi Abou Fares, le commandant de ce bataillon, a déclaré que son bataillon avait développé « de nouvelles tactiques et de nouveaux procédés pour se battre au Liban adaptées au style de combat du Hezbollah ».
En avril 2014, l'armée israélienne annonce qu'elle va appeler les Israéliens issus de la minorité arabe chrétienne à s'enrôler. Ils étaient jusque-là libres de s'engager mais demeuraient très peu nombreux à le faire ; de plus, plusieurs unités leur étaient interdites ; en 2013, on comptait seulement une soixantaine d'Arabes soldats chrétiens. Ce chiffre est à mettre en rapport avec le pourcentage des Arabes chrétiens selon le recensement fait par le Bureau Central de Statistiques d'Israël, qui est d'environ 1,5 % de la totalité de la population de l'État d'Israël en 2019 (plus de 9 120 000 habitants), soit environ 150 000 chrétiens.
Cet inédit appel à la conscription se fera uniquement sur la base du volontariat. Sammy Smooha, professeur de sociologie à l'université de Haïfa, pense qu'« en faisant de l'œil aux chrétiens, le gouvernement israélien espère diviser une communauté perçue comme frondeuse ». Les observateurs politiques israéliens estiment que peu s'engageront, notamment en raison de leur nationalisme.
Les hommes de la minorité tcherkesse, musulmans non-arabes, font leur service militaire depuis 1958. et sont même nombreux à s’engager dans l’armée israélienne. Les hommes de la minorité druze font de même depuis la naissance d’Israël.

### Place des sionistes religieux
Lors de la guerre de Gaza de 2008-2009, Tsahal voit une augmentation de l'influence des rabbins sur le champ de bataille. Historiquement chargés d'assurer le respect des pratiques religieuses, certains rabbins commencent à jouer un rôle direct dans la motivation des troupes, utilisant des discours bibliques pour justifier le conflit contre les Palestiniens. Cette tendance reflète la montée des sionistes religieux dans l'armée, qui représentent une part importante des officiers. Des figures militaires et des ONG comme Breaking the Silence expriment des inquiétudes sur l'implication croissante des rabbins et sur la possible transformation des conflits en guerres saintes.
En 2016, environ un tiers des cadets de l'infanterie appartiennent au sionisme religieux.
Depuis octobre 2023, lors de la guerre à Gaza, des cérémonies religieuses et des sermons sur le champ de bataille sont fréquents, certaines vidéos montrant des soldats transformant des habitations palestiniennes en synagogues. En 2024, les sionistes religieux comptent pour 40 % des diplômés des écoles d'officiers d'infanterie, tandis qu'ils représentent environ 12 à 14 % de la société israélienne juive. Les tensions sont particulièrement vives entre les hauts commandants de Tsahal et les officiers sionistes religieux, accusés de poursuivre leur propre agenda idéologique.

## Doctrine militaire
Tsahal, depuis 1987 et la première intifada palestinienne, vit une profonde mutation, due, d'une part, aux débats de la société israélienne partagée entre l'assouplissement et une ligne plus dure, et d'autre part à une nouvelle stratégie politique et diplomatique, favorisant une recherche de la profondeur stratégique, donnant plus d'importance à l'armée de l'air et à la marine[réf. souhaitée].

### Éléments officiels

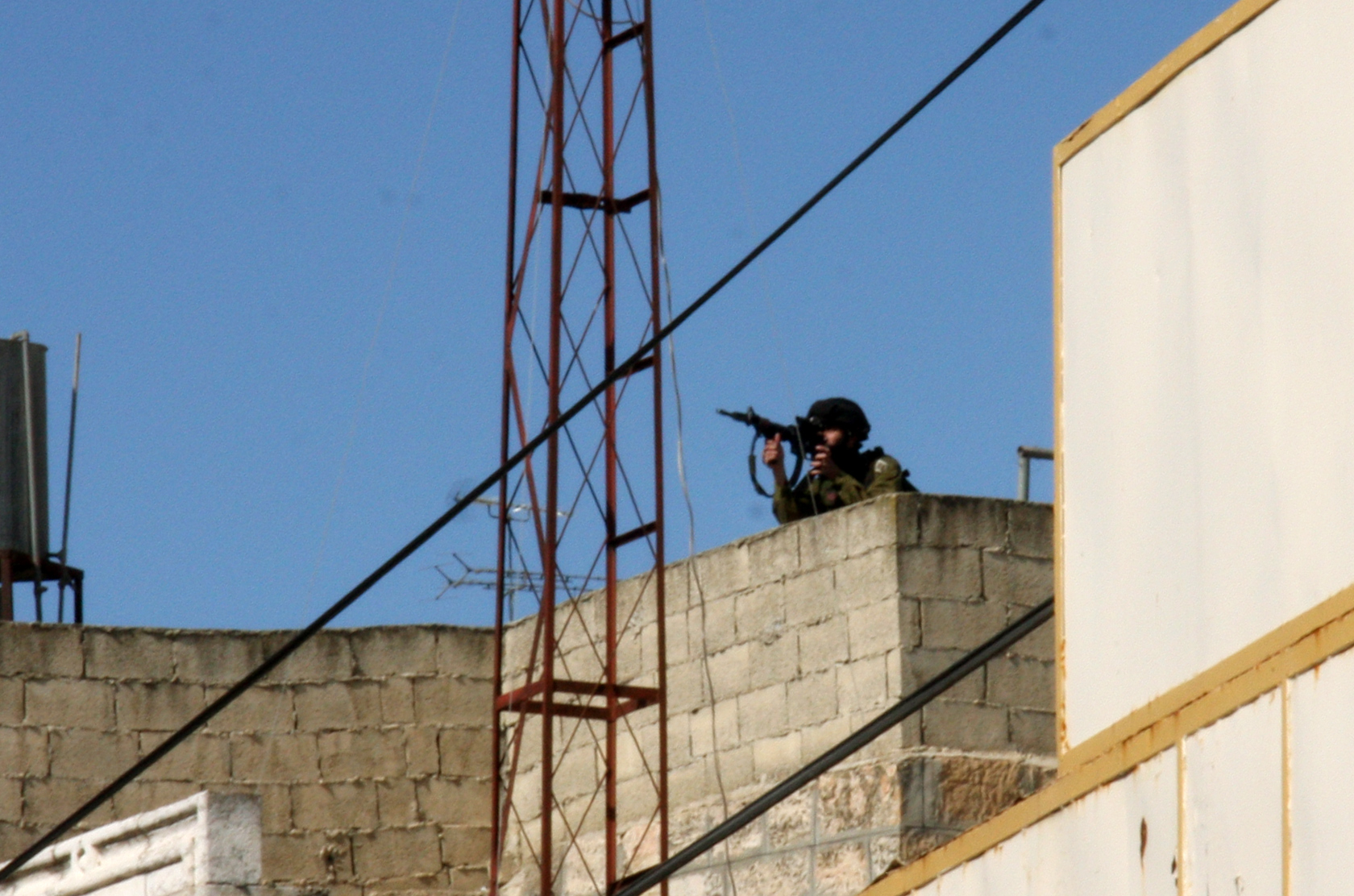
Soldat en position à Hébron (Cisjordanie).

La mission de l'Armée de défense d'Israël est officiellement formulée comme suit : « Défendre l'existence, l'intégrité territoriale et la souveraineté de l'État d'Israël. Protéger les habitants d'Israël, et combattre toutes les formes de terrorisme qui menacent la vie quotidienne ».
La doctrine officielle de l'Armée de défense d'Israël s'articule autour des points principaux suivants :
« 
- Israël ne peut se permettre de perdre une guerre
- les opérations de Tsahal sont uniquement défensives sur un plan stratégique et ne présentent aucune ambition d’expansion territoriale
- volonté d’éviter une guerre grâce à la voie diplomatique et à un dispositif de dissuasion crédible
- empêcher une escalade de violence
- déterminer l’issue d’une guerre rapidement et de façon décisive
- combattre le terrorisme
- minimiser les pertes au maximum

Pour atteindre ces objectifs, l’Armée de Défense d’Israël se doit d’être prête à se défendre à tout moment grâce à :
- un système d’alerte sophistiqué ;
- des forces terrestres composées d’une force régulière relativement petite en nombre et d’une grande force de réserve ;
- une armée de l’air et une marine fondées sur les forces régulières ;
- une mobilisation efficace des soldats réservistes et du système de transports ;
- l’Armée de Défense d’Israël doit enfin se tenir prête à attaquer grâce à :
  - la coordination entre les différents corps et forces armées ;
  - le transfert du front en territoire ennemi aussi vite que possible ;
  - l’exécution rapide des objectifs militaires.

 »
En décembre 1994, l'armée israélienne adopte un code de conduite intitulé « l'Esprit de Tsahal » qui doit guider le comportement du soldat dans toute action militaire. Ce code comporte notamment dix valeurs qui sont : ténacité, responsabilité, probité, exemple personnel, vie humaine, pureté des armes, professionnalisme, discipline, loyauté, tenue générale, camaraderie. Ce code de conduite initié par Ehud Barak, alors chef d'état-major de Tsahal, a été rédigé par une commission présidée par le philosophe et universitaire Asa Kasher (en).
En 2003, Asa Kasher et le général Amos Yadlin (en) (qui deviendra chef du renseignement militaire jusqu'en 2010) publient un article remarqué, intitulé : « Éthique militaire du combat contre la terreur : une perspective israélienne », à la suite duquel ils rédigèrent un document à l'intention du chef d'état-major de l'époque, Moshe Yaʿalon, afin qu'il serve de base à un nouveau « code de conduite » plus adapté au concept de guerre asymétrique. Moshe Yaʿalon expose des idées contenues dans le document à de nombreuses reprises devant des assemblées militaires, sans toutefois lui donner un caractère contraignant. Néanmoins le petit comité chargé de la réflexion sur l'éthique militaire doit désormais compter avec la montée en puissance d'un corpus de valeurs et de principes conformes au sionisme religieux. En raison de la forte représentation des kippot serugot (soldats religieux issus des courants sionistes religieux qui portent en permanence leur kippa) l'influence d'une éthique militaire sioniste religieuse défini au sein des yeshivot (écoles religieuses) sans aucun contrôle de l'état-major, est désormais clairement perceptible sur le terrain. L'une des conséquences principales est la remise en cause et donc l'affaiblissement du droit des conflits armés et du code d'éthique officiel. Lors de l'opération Plomb durci, les conflits et tensions à propos de l'éthique militaire ont éclaté, y compris sur le champ de bataille au point que depuis, l'armée israélienne a révisé sa politique d'accommodement avec le secteur religieux et notamment, cassé plusieurs accords et partenariats avec certaines organisations et associations religieuses.

### Rapport Goldstone

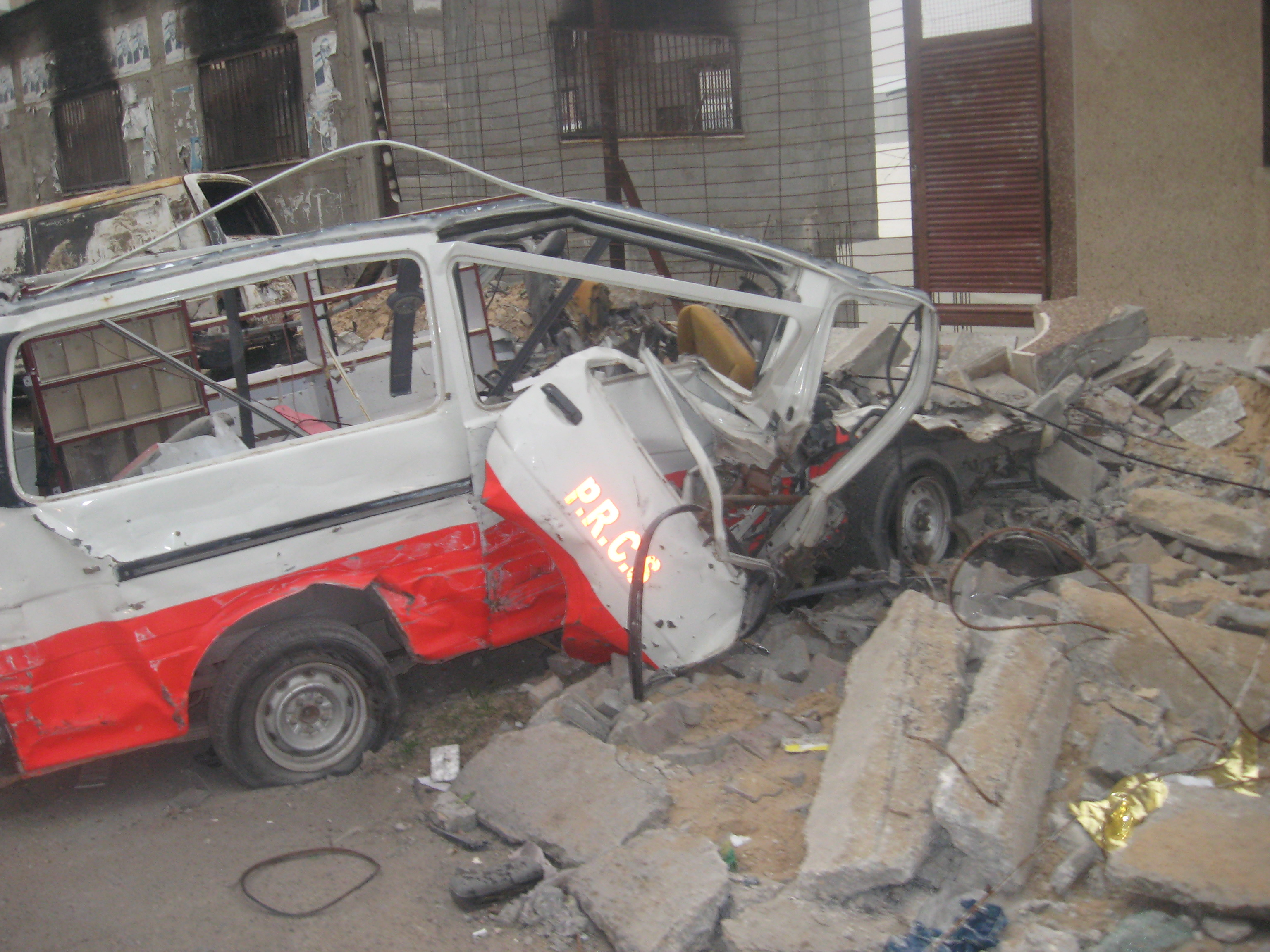
Ambulance détruite par l’armée israélienne en 2009 à Gaza.

En mai 2010, à la suite de la publication du Rapport Goldstone sur l'opération Plomb durci, et tout en rejetant les conclusions dudit rapport, l'armée israélienne a publié un document définissant les règles d'engagement dans la guerre urbaine. Visant à minimiser les pertes civiles, les règles détaillées dans ce document – appliquées de fait durant le conflit selon l'armée israélienne – sont depuis formellement institutionnalisées par le document en question, et intégrées dans la doctrine militaire officielle de l'armée israélienne. Cependant, les diverses actions menées par Tsahal dans les territoires occupés sont parfois critiquées par des ONG et des gouvernements étrangers en raison de leur manque de transparence. En juin 2015 est publié un nouveau rapport par l'ONG Military Court Watch sur le mauvais traitement des enfants palestiniens par Tsahal, certains capturés lors de raids et retenus pour des interrogatoires, accusations démenties par l'armée israélienne. Le mois suivant, après que Tsahal ait abattu deux hommes palestiniens en Cisjordanie, l'ONG israélienne B’Tselem ouvre une enquête sur leurs morts. Le rapport met en accusation un colonel de l'armée ayant consciemment tiré sur un lanceur de pierres de 17 ans, qui décèdera quelques heures plus tard, et un groupe commando ayant abattu le père d'un homme de 23 ans qu'ils étaient venus arrêter dans leur maison. Leurs enterrements provoquent de lourdes émeutes dans les territoires occupés et renforcent l'hostilité des habitants de ces zones à l'armée d'Israël qui dit combattre le terrorisme. Beaucoup de Palestiniens estiment que cela tourne à du racisme, le rapport de forces n'étant pas égal, les personnes concernées ne pouvant se faire entendre. Le 29 juillet 2015, des soldats israéliens abattent deux Palestiniens (14 et 17 ans) alors que ceux-ci manifestaient contre l'implantation de colonies. Tsahal est alors accusée par l'ONG consultative de l'ONU Amnesty International le même jour, après le massacre de 135 civils palestiniens durant la guerre de Gaza de 2014, d'avoir couvert des crimes de guerre par une enquête militaire partiale. Le rapport met en avant que les inspections n'ont abouti à aucune condamnation, et que ces civils avaient été pris pour cible en guise de vengeance après la capture par une cellule palestinienne d'un soldat israélien. Le ministre des Affaires étrangères dément les accusations, mais l'Autorité Palestinienne annonce son intention de porter le rapport devant la Cour pénale internationale comme preuve des massacres commis par l'armée israélienne.
Afin d'améliorer cette image, l'armée israélienne publie au cours de l'opération Bordure protectrice sur sa chaîne YouTube des vidéos tirées d'enregistrements de ses avions : à plusieurs reprises, les opérateurs au sol refusent aux pilotes le droit de frapper des objectifs du fait de la présence de civils aux alentours.

### Perspective historique
Dans un ouvrage paru en 1974 et révisé en 1983 sur l'histoire de l'armée israélienne depuis sa création, le journaliste et auteur israélien de renom Zeev Schiff considère que les généraux israéliens ont établi une approche stratégique propre à la situation spécifique israélienne.
Cette conception est déterminée par cinq facteurs principaux qui sont : la supériorité numérique de ses ennemis, l'absence de profondeur stratégique, la destruction du pays qu'entraînerait toute défaite, l'impossibilité de jamais l'emporter contre le monde arabe, la durée relativement limitée de toute guerre du fait des pressions exercées par les grandes puissances et la communauté internationale.
Tenant compte de ces facteurs, les stratèges israéliens ont donc mis sur pied une approche qui mise sur la suprématie qualitative du matériel et des hommes, visant à l'excellence. Ils ont aussi conçu un système de défense régionale reposant notamment sur des implantations aux frontières dont le but est de ralentir l'ennemi le temps que les réserves se mobilisent. Par ailleurs, ils ont déterminé des limites, ou « tabous », dont le franchissement déclenche automatiquement une riposte ou une attaque. Dans le cadre des opérations militaires israéliennes, cette doctrine privilégie l'attaque sur le champ de bataille, les forces se portant à l'ennemi le plus rapidement possible tout en cherchant à porter les combats sur les territoires ennemis. Enfin, cette doctrine prône la destruction systématique de toute capacité arabe de se doter d'armes de destruction massive.
Pour Martin van Creveld – historien militaire israélien – à partir des structures modestes de son origine, l'armée israélienne s'est, en une quarantaine d'années, développée pour devenir un « magnifique instrument de guerre » qui remporte tous les conflits qui l'opposent aux armées arabes. Cependant, la guerre du Liban de 1982, et plus encore la première intifada marquent un tournant dans l'histoire de l'armée, qui se retrouve confrontée à une guerre asymétrique dans laquelle sa supériorité technique ne lui confère plus aucun avantage. Martin van Creveld considère qu'au contraire, le fait que l'armée israélienne soit incomparablement plus forte que ses opposants l'enferme dans un « dilemme moral auquel elle ne peut faire face, et qui continue de la hanter jour et nuit ». Pour Van Creveld, à partir du milieu des années 1990, ce dilemme allait remettre en cause la foi que la société israélienne plaçait dans son armée jusqu'alors.

### Éthique

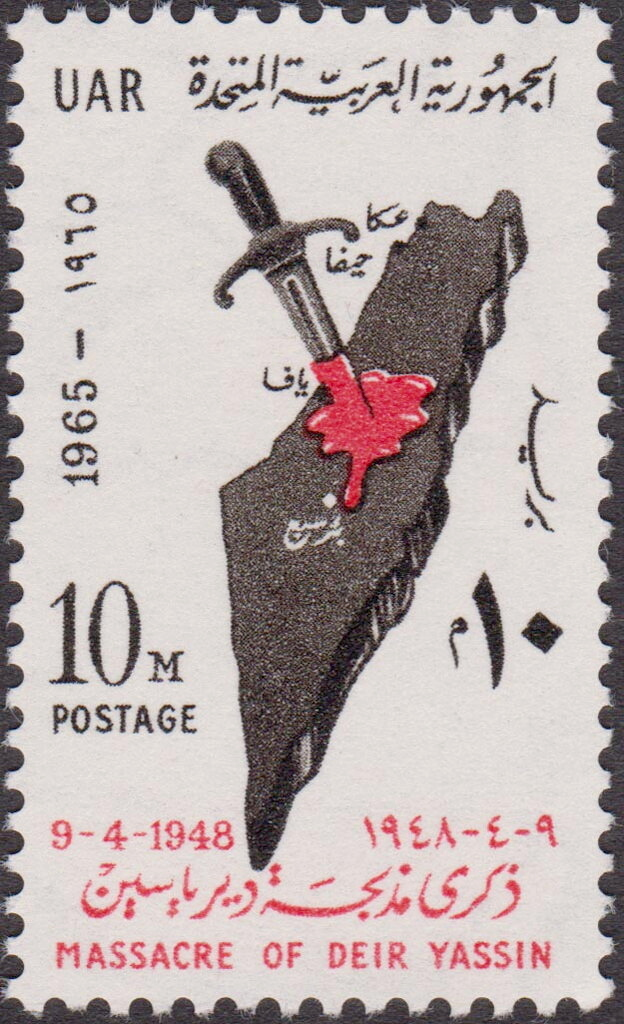
Timbre égyptien rappelant le massacre de Deir Yassin (1956).

Les officiels israéliens mettent en avant l'éthique particulière à laquelle est, selon eux, soumise l'armée israélienne qu'ils déclarent régulièrement être « l'armée la plus morale du monde ».
Ses détracteurs remettent cette image en cause, notamment à la suite de certaines exactions et massacres qui ont marqué l'histoire de l'armée, dont ceux de la guerre de 1948, de Qibya, de Kafr Qassem, de prisonniers de guerre,, de Sabra et Chatila, de Qana ainsi que, à la suite d'opérations controversées, comme la bataille de Jénine, l'opération Plomb durci ou l'abordage de la flottille pour Gaza. Certains de ces événements suscitent des bouleversements dans la société israélienne, en particulier le massacre de Sabra et Chatila qui – bien que directement perpétré par des milices chrétiennes libanaises – donna lieu à des manifestations historiques en Israël (300 000 à 400 000 manifestants). La commission d'enquête israélienne conclut à la « responsabilité indirecte » de l'armée et à la « responsabilité personnelle » d'Ariel Sharon, alors ministre de la Défense, dont elle recommande la démission, beaucoup le considérant comme un criminel de guerre. D'autres actions sont mises en lumière à la suite de leur publication sur les réseaux sociaux : la mort de quatre enfants jouant sur une plage bombardée à Gaza en 2014 par l'armée d'Israël, et ce, alors qu'il n'y avait aucun objectif militaire à cette action, suscite un tollé planétaire. L'enquête officielle n'a toujours pas défini les responsabilités des individus concernés au sein de l'armée, en raison notamment du manque d'inspecteurs, le bureau enquêtant sur de nombreuses autres tueries au cours de la guerre de Gaza de 2014.
L’ONG israélienne de défense des droits de l’homme B'Tselem a longtemps demandé des comptes à l’armée sur les cas de Palestiniens « tués, blessés, battus ou utilisés comme boucliers humains, et contre les destructions illégales de propriétés ». Selon ses estimations, seulement 3 % de ces signalements ont abouti à une mise en examen ; elle a donc cessé de signaler ces cas d’abus à une organisation dont elle estime qu’elle « couvre les faits avec succès ».
D'autres observateurs,,, estiment que ces critiques sont injustes, considérant notamment que les opérations de l'armée israélienne sont jugées selon des critères éthiques qui ne sont appliqués à aucune autre armée dans le monde. Dans une interview en 2002, Martin van Creveld déclare que « l'armée israélienne n'est en aucun cas la pire du lot ». Pour lui, « c'est toujours une question de rapport de force » entre un « fort » et un « faible », « pratiquement quoi que ce soit commis par le fort sur le faible compte comme une atrocité ». A contrario, même si les autres armées de pays développés dans le monde ont des bureaux d'investigation militaires, celui de Tsahal est surchargé pour de nombreuses raisons, qui vont du racisme à la politique.

### Détournement d’images
Durant la guerre à Gaza de 2023-2025, des dessins générés par IA et utilisant le style du studio Ghibli ont été diffusés sur les réseaux sociaux, mettant en scène les soldats des FDI. Ces dessins ont été mis en ligne sur le compte officiel des FDI le 30 mars, soulevant des protestations contre ce qui est considéré comme un détournement du message de paix d’Hayao Miyazaki.

### Allégations d'abus sexuels
Alors que cinq soldats réservistes israéliens sont emprisonnés pour présomption d’abus sexuels sur un détenu palestinien au sein du camp de détention clandestin Sde Teiman, Tsahal demande, en août 2024, le retrait des photographies des suspects publiées par la chaîne arabophone de Kan news, Makan,.

### Condamnations judiciaires
En février 2017, un tribunal militaire israélien a condamné à 18 mois de prison un soldat, pour avoir achevé un assaillant palestinien blessé en lui tirant une balle dans la tête.
En février 2025, un tribunal militaire israélien a condamné un militaire à sept mois de prison pour « mauvais traitements », à la prison Sde Teiman, sur des prisonniers palestiniens. Ces derniers « menottés et les yeux bandés » étaient frappés par le soldat israélien à coups de poing et avec une arme.

## Notoriété
Pour l'historien militaire, Pierre Razoux, « les nombreux succès [de l'armée israélienne] ont contribué à forger le mythe d'une armée israélienne toute puissante, quasi invincible. » Elle est également considérée comme l'« armée la plus puissante du Proche-Orient ».
Selon un article de la BBC, Israël dispose d’une armée de l’air capable de bombarder presque n’importe quel point du Proche-Orient, avec des avions tels que les F-15I Ra'am à long rayon d’action et les F-35I Adir furtifs. Eitan Shamir, expert militaire, affirme que Tsahal est l’une des forces militaires les plus modernes et les mieux équipées technologiquement, largement devant la Turquie, l’Iran et l’Égypte.

### Opérations
Les opérations militaires israéliennes s'inscrivent dans le cadre de la guerre israélo-arabe et du conflit israélo-palestinien.